# Polychaeta

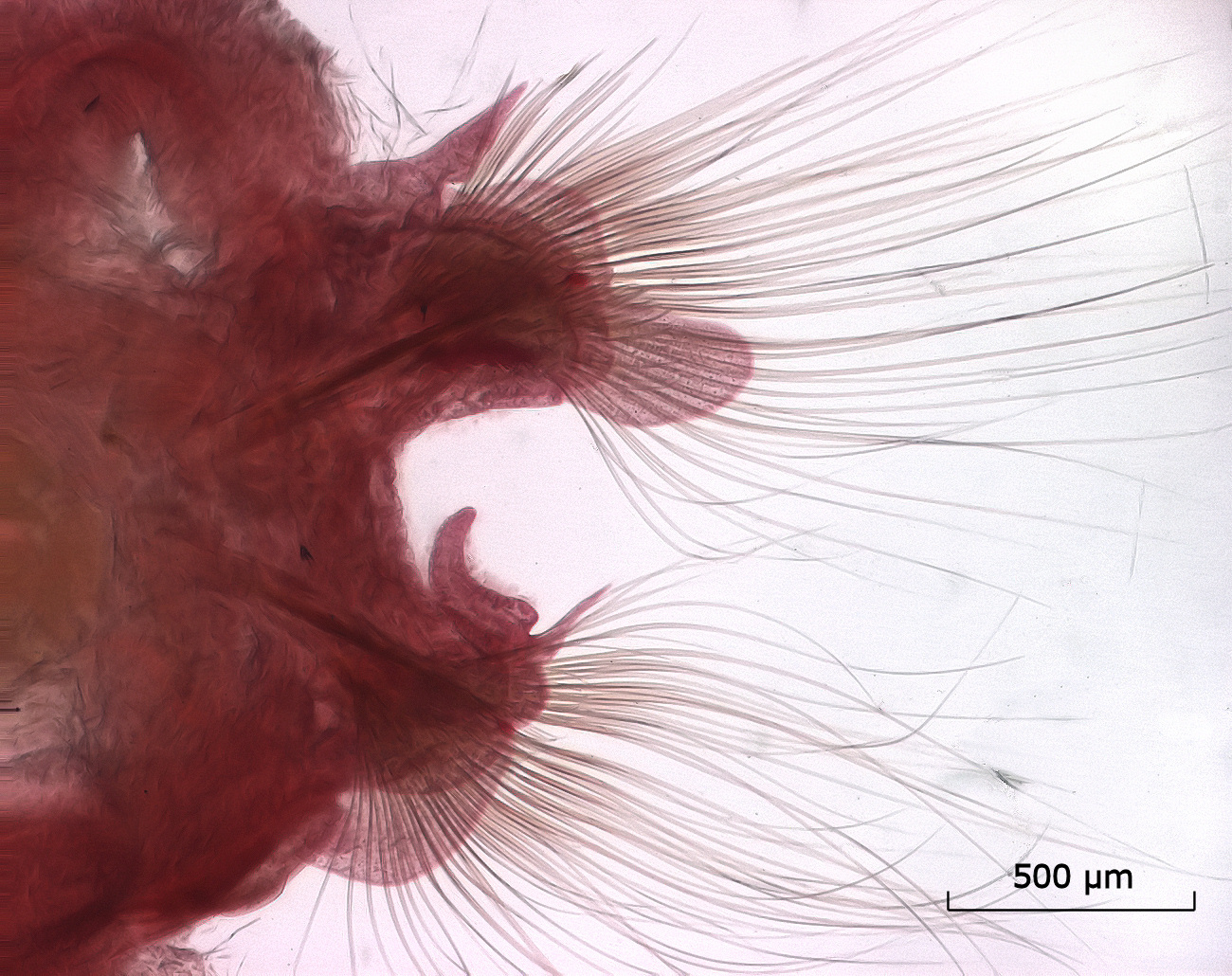
Detalhe do parapódio de um Polychaeta

Polychaeta ou poliqueta (do grego antigo: πολύς, polús + χαίτη, khaítē, literalmente "muitas cerdas") é uma classe de anelídeo que inclui cerca de 11.794 espécies de vermes aquáticos. A grande maioria das espécies é típica de ambiente marinho, mas algumas formas ocupam ambientes de água salgada ou doce. Podem ser de vida livre (rastejadores ou pelágicos) ou sedentários (cavadores, tubícolas ou perfuradores); porém, nem sempre é possível distinguir o hábito de vida.
Muitas espécies de poliquetas são coloridas e algumas são iridescentes. De maneira geral, são indivíduos segmentados, de forma cilíndrica, com leve achatamento dorso-ventral, com um par de parapódios em cada segmento. São dotados de prostômio bem desenvolvido com palpos ou cirros (órgãos sensoriais) na extremidade anterior, mas não é considerado como o primeiro segmento, sendo este o peristômio.
A boca localiza-se ventralmente entre o prostômio e o peristômio; já o pigídio é um segmento não-celomado terminal, onde fica o ânus. Os poliquetas distribuem-se na coluna de água desde a zona intertidal até profundidades de 5.000 metros. Porém, já foi encontrado um poliqueto no ponto mais profundo do planeta Terra, na Fossa das Marianas, também conhecido como Challenger deep, há 10.500 metros da superfície do mar. Os poliquetas medem de 5 a 10 cm de comprimento, em média, mas há espécies com apenas 2 milímetros e outras que atingem 3 metros.

## Musculatura e locomoção
Em geral, poliquetas cavadores apresentam uma musculatura circular bem desenvolvida e septos completos, onde o fluido celomático (que funciona como esqueleto hidrostático ou hidroesqueleto) é restringido a cada segmento. A escavação se dá por peristalse, como nas minhocas, as quais são bastante semelhantes. São representados pelas famílias Arenicolidae, Capitellidae e Orbiniidae. Muitos poliquetas apresentam parapódios e cerdas bem desenvolvidas, permitindo-lhes rastejar sobre superfícies ou mesmo nadar. Estes são representados pelas famílias Nereididae, Phyllodocidae, Polynoydae, Alciopidae e Tomopteridae. Seu movimento é resultado da combinação de parapódios, musculatura da parede do corpo e hidroesqueleto, sendo que nesses casos sua musculatura longitudinal é mais desenvolvida que a circular e os septos são geralmente incompletos.
No movimento de rastejar estão envolvidos além dos parapódios, ondulações laterais do corpo produzidas pela contração da musculatura longitudinal. Alguns poliquetas habitantes de sedimentos, como os pertencentes às famílias Dinophilidae e Diurodrilidae  utilizam ainda cílios em sua locomoção.

## Sistema nervoso
O cérebro e as cordas nervosas em escada de mão de poliquetas são semelhantes dos anelídeos em geral. O cérebro deles, entretanto, pode ser grande e lobado, se a cabeça possuir órgãos sensoriais. Possuem gânglios adicionais, denominados gânglios pedais, estão ligados com às cordas nervosas segmentares nas bases dos parapódios. Esses gânglios, só pertencem aos poliquetas, desepenham o papel de centros de controles dos movimentos parapodiais. O cordão nervoso ventral pode ser paralelo e estar em forma de escada de mão - como na família Sabellidae - ou os dois cordões se encontram fundidos em grau variável, na linha mediana do corpo, como por exemplo no tubícola Owenia. Um cordão nervoso ímpar e sem gânglios ocorre na epiderme.

## Nutrição e Sistema digestório
A nutrição dos poliquetas está diretamente relacionada ao seu hábito de vida. Os poliquetas sedentários (cavadores e tubícolas) alimentam-se de depósitos, utilizando como alimento a matéria orgânica presente no sedimento. Ou podem ainda capturar partículas em suspensão – no caso dos sabelídeos, que possuem apêndices ciliados com superfície ampla (coroa branquial) para aprisionar partículas.
Os poliquetas carnívoros, herbívoros ou detritívoros são essencialmente os móveis (com algumas exceções que podem ser tubícolas ou cavadores ativos). Os carnívoros, em geral, apresentam faringe muscular eversível bem desenvolvida (comum em Phyllodocidae) ou mandíbulas com dentes para agarrar as presas (presentes nas famílias Nereididae, Eunicidae e Lumbrineridae).

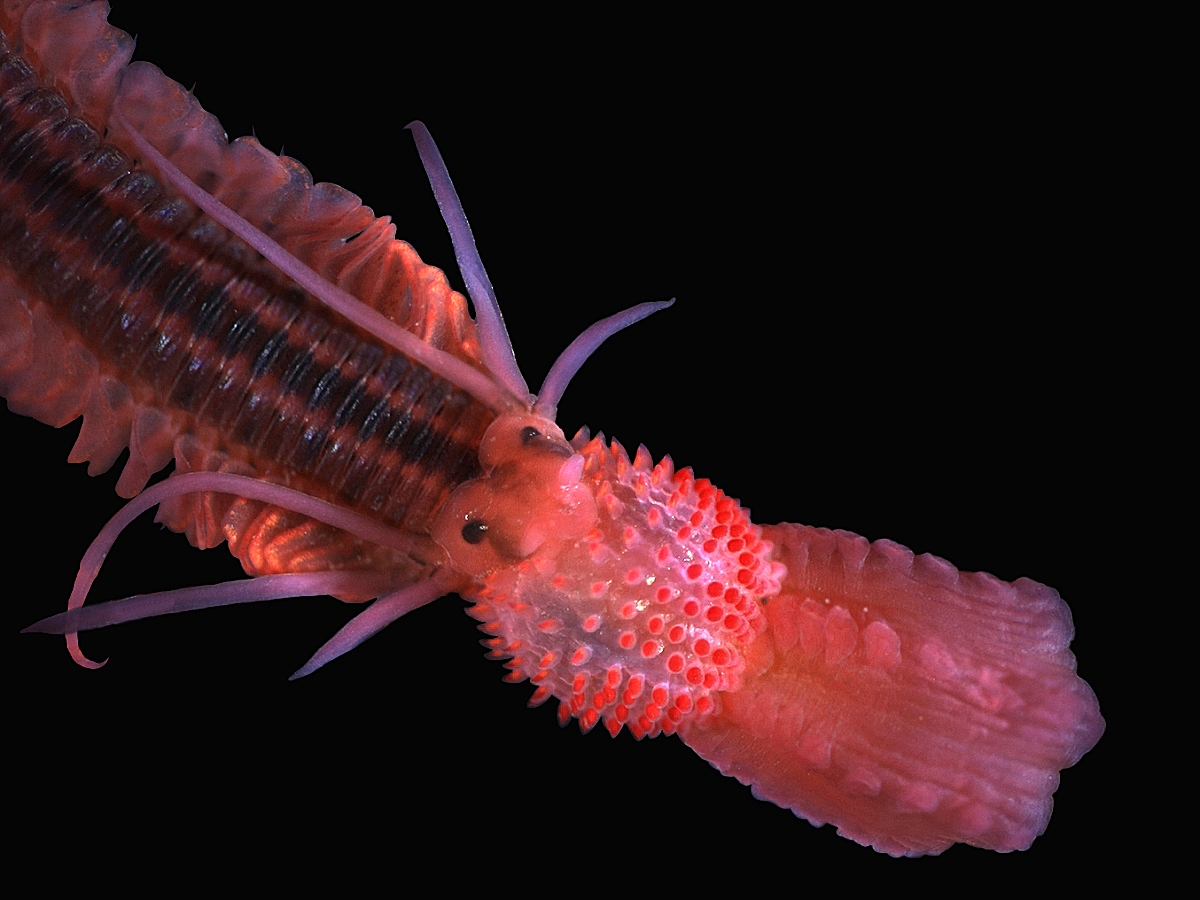
Phyllodoce lineata - Detalhe faringe eversível

Outros podem ainda ser parasitas, como alguns representantes das famílias Oenonidae (parasitas de outros poliquetas), Ichthyotomidae (hematófagos de enguias marinhas) e Cirratulidae (endoparasita de estrela-do-mar).
O sistema digestório nos poliquetas trata-se de um tubo reto que se inicia na boca, na extremidade anterior, até ao ânus (pigídio), ele diferencia dos anelídeos em possuir faringe (ou cavidade bucal caso a faringe esteja ausente), esôfago curto, estômago – em algumas espécies - intestino e reto. A faringe pode ser protraível, em forma de língua, bulbo muscular (localizado na parede mediana ventral do intestino anterior) ou um órgão eversível. Os dentes podem ser de formas e funções diferenciadas, em alguns casos formam mandíbulas como garras. Em Nereis, dois grandes cecos glandulares se abrem no esôfago, este por sua vez secreta enzimas digestivas.
A forma de defecação é bem diversificada, sendo que, nos  rastejantes e cavadores, as fezes são excretadas e abandonadas. Muitos poliquetas tubícola, como Chaetopterus, que bombeiam águam unidirecionalmente através de seus tubos, defecam na corrente exalante. Nesse caso, alguns poliquetas evitam a contaminação fecal vivendo de cabeça para baixo (com o ânus para cima) em seus tubos verticais, como fazem os maldanídeos, enquanto muitos outros se viram temporariamente para defecar na superfície. Há ainda outros poliquetas que vivem com a cabeça para cima em seus tubos em fundo cego, como os sabelídeos e os sabelariídeos, que eliminam as suas fezes sem se virar de cabeça para baixo. Muitas espécies consolidam as fezes em pelotas fecais ou fitas muito densas, que tendem a não ser re-suspensas e entrar novamente nos tubos.

## Sistema respiratório
A respiração é predominantemente cutânea e pode ser complementada pela respiração branquial. As brânquias variam muito em estrutura e localização; podem estar associadas aos parapódios, aos radíolos ou presentes nas extremidades anteriores próximas à abertura dos tubos ou buracos em que habitam. Estão ausentes nos poliquetas muito pequenos e nos que possuem longos corpos cordoniformes. Os poliquetas possuem três pigmentos respiratórios, sendo o mais frequente a hemoglobina. Há também a clorocruorina, que é um tipo de hemoglobina verde, e alguns poliquetas portam um pigmento protéico, a hemeritrina. O fluido celômico pode ser incolor ou ser constituído de uma hemoglobina corpuscular. Ele circula basicamente através de contrações musculares da parede do corpo.

Anatomia de um anelídeo Polychaeta

## Sistema circulatório
O sistema circulatório é fechado na maioria dos poliquetas e compõe-se de um vaso sanguíneo dorsal, situado sobre o tubo digestivo; um vaso sanguíneo ventral; e uma rede de vasos laterais que os conectam. O sangue é impulsionado por ondas de contração dos vasos, especialmente pelo vaso dorsal. Existem bombas acessórias similares a corações no sistema sanguíneo-vascular de algumas espécies. Os parapódios provocam mudanças no sistema circulatório, onde o vaso ventral origina em cada segmento um par de vasos parapodiais ventrais, responsáveis pela circulação nos parapódios, na parede corporal e nos nefrídios. O vaso sanguíneo ventral também dá origem a vários vasos intestinais ventrais, que levam o sangue ao intestino. O vaso dorsal recebe um par de vasos parapodiais e um vaso intestinal dorsal.
Em outras espécies, a circulação pode ser aberta ou até mesmo não existir sistema circulatório, como é o caso das que possuem os septos reduzidos, onde o transporte interno é feito pelo celoma.

## Sistema excretor
O sistema excretor é igualmente variável de acordo com a espécie, podendo ser constituído por um único par de tubos excretores ou um par por segmento; sendo que o par de nefrídios começa em um segmento, atravessa o septo e termina no próximo segmento onde o nefridióporo se abre. Os poliquetas, de acordo com a forma corporal, possuem protonefrídios ou metanefrídios; podendo também existir os dois tipos combinados. Nos poliquetas que possuem vasos sanguíneos, acredita-se que a ultrafiltração do sangue ocorre através da parede do vaso, posteriormente ocorre mudança no ultrafiltrado que é levado ao exterior pelo metanefrídio (ducto ciliado). Já naqueles que não possuem vasos sanguíneos, crê-se que a ultrafiltração acontece de acordo com o deslocamento do fluido celômico através das paredes das células terminais protonefrídicas e a reabsorção ocorre nos solenócitos, que são as células terminais protonefrídicas, similares a um metanefrídio. Estruturas como a parede intestinal, os celomócitos e o tecido cloragógeno podem ser coadjuvantes no processo de excreção.

## Hábitos de vida em tubos

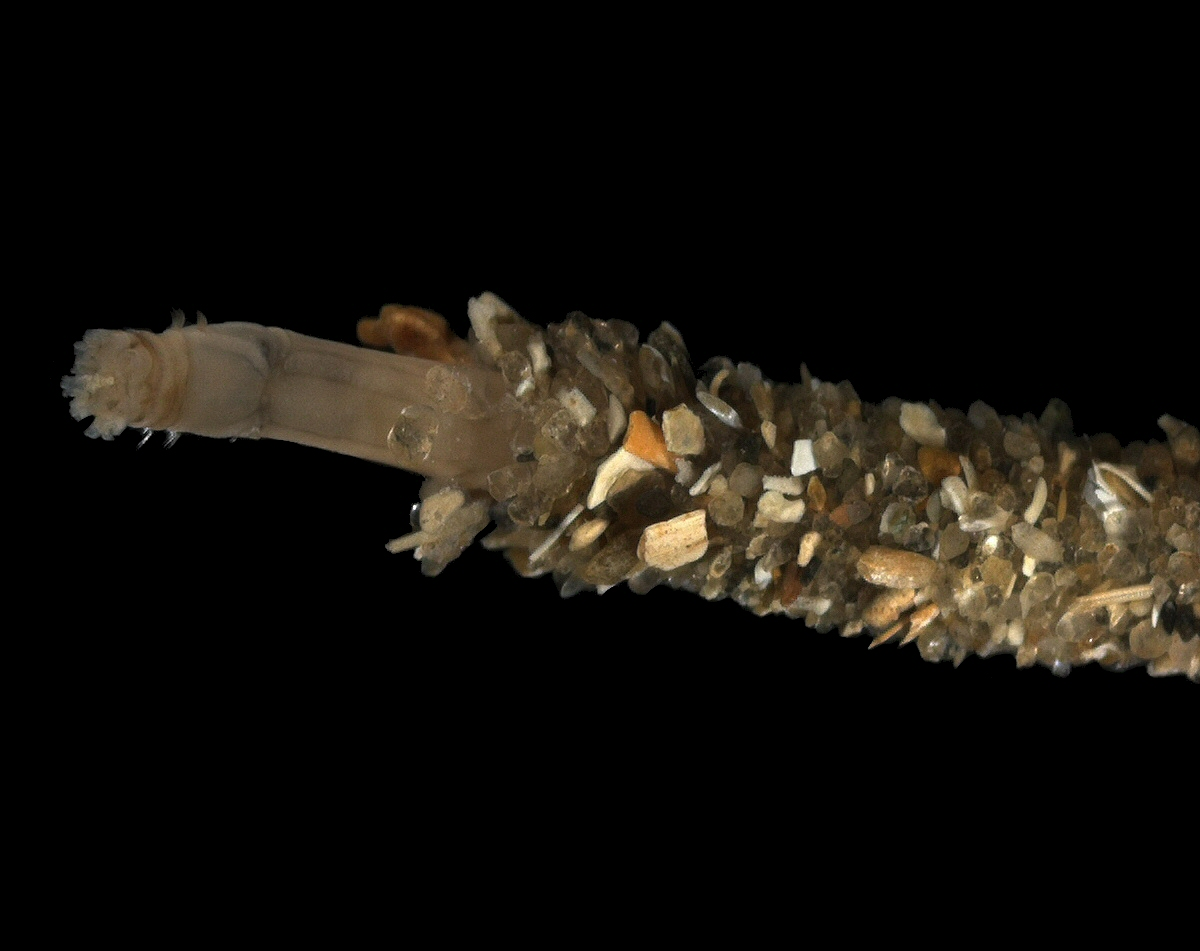
Owenia fusiformis - Polychaeta tubícola

Os poliquetas são os únicos entre os anelídeos em que certas espécies podem secretar um tubo onde vivem dentro. Entre os grupos que produzem tubos estão as famílias Sabelidae, Sabellariidae e Serpulidae. 

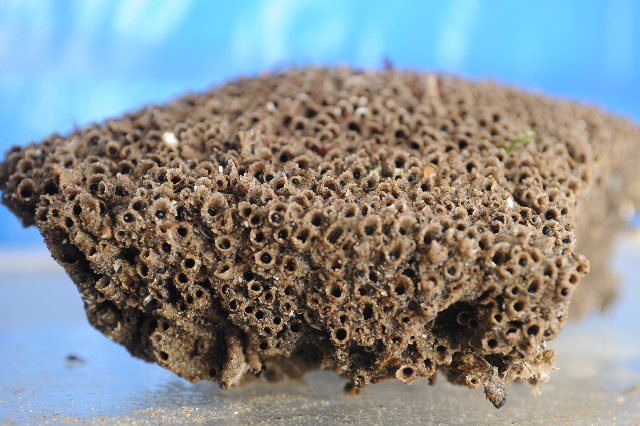
Fragmento de recife de areia, composto por vários tubos agregados de uma colônia de poliquetos da família Sabellariidae, gênero Phragmatopoma.

	O tubos podem ser constituídos de diferentes materiais, dependendo da espécie, indo desde de tubos frágeis e gelatinosos até tubos bastantes duros e calcificados tal qual conchas, como acontece com espécies da família Serpulidae. Já, certas espécies, como os poliquetos da família Sabellariidae e a espécie Phragmatopoma caudata presente no Brasil, aderem aos seus tubos materiais como grãos de areia, construindo verdadeiros recifes de areia.  Em outras espécies, o tubo pode ainda ser constituído por uma proteína fibrosa que têm aparência e a textura de celofane, pergaminho ou seda.
	Os tubos são protetores, mas também podem possuir outras funções. Para alguns poliquetas, o tubo é uma toca a partir da qual o animal emerge e captura presas que passam pelo local. Como um snorkel que se projeta acima da superfície do sedimento, o tubo proporciona acesso à água limpa e oxigenada para seu ocupante subterrâneo. A adesão do tubo permite que o animal ocupe superfícies duras e expostas. Alguns poliquetas incubam seus ovos e juvenis dentro do tubo, outros bombeiam água através de seu tubo para trocas gasosas e alimentação por filtração.
	Dependendo da espécie, o tubos podem ter uma abertura em uma ou ambas das extremidades, podem também estar parcialmente enterrados no substrato ou completamente aderidos a superfícies. Tais poliquetas podem ainda viver permanentemente em seu tubo ou ele podendo abandonar, caminhar para outro lugar e secretar um novo tubo.

## Reprodução e desenvolvimento
Os poliquetas são animais dióicos e a reprodução é geralmente sexuada. As gônadas de poliquetas são órgãos pareados e segmentares. Na maioria dos poliquetas as gônadas estão presentes na maioria dos segmentos, enquanto que, em algumas espécies as gônadas estão presentes apenas em certos segmentos (segmentos genitais). As células germinativas são liberadas no celoma, onde passam por diferenciação e amadurecem, sendo os gametas posteriormente liberados na água através dos metanefrídeos ou pela simples ruptura da parede do corpo. A fecundação é externa e o desenvolvimento indireto.

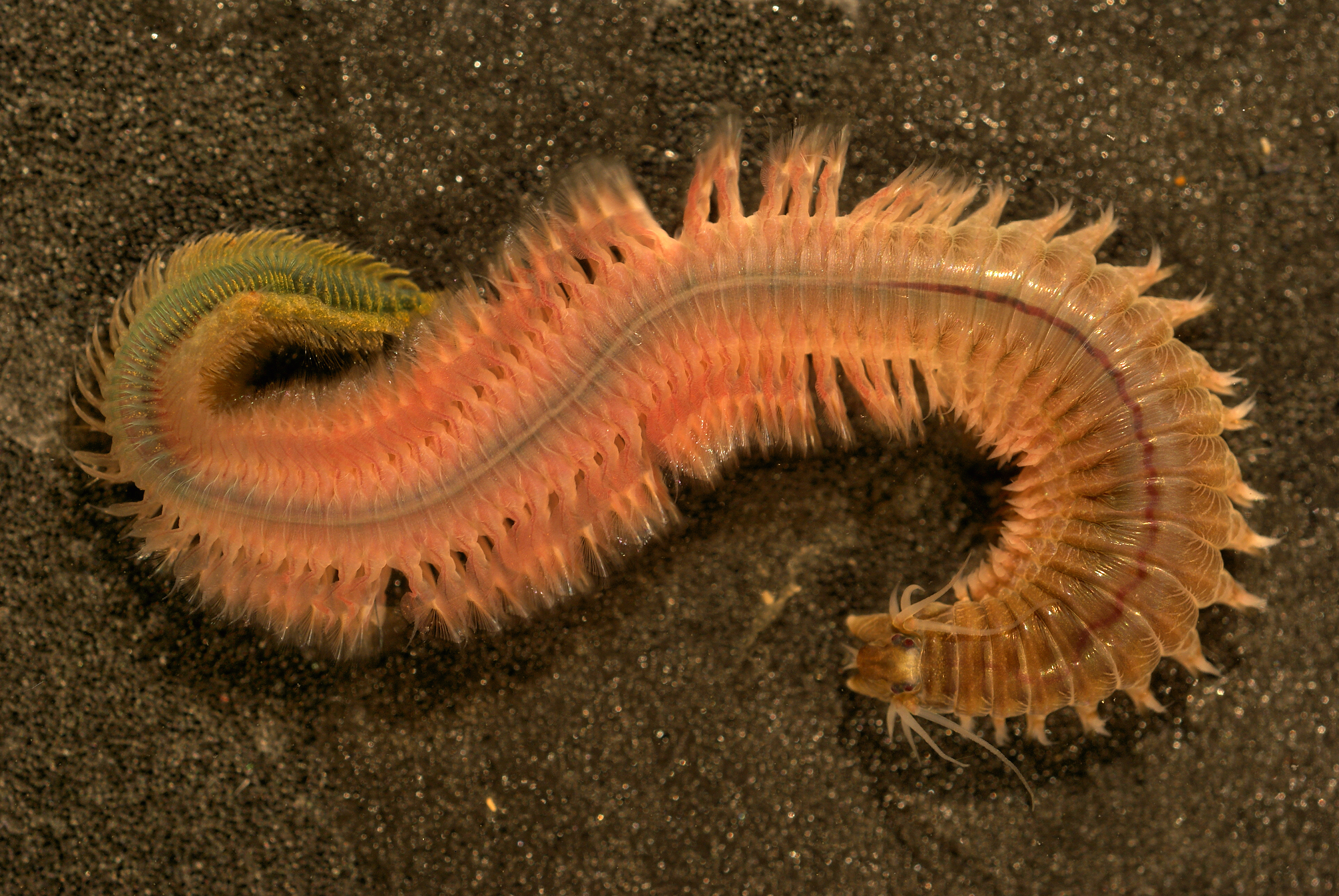
Nereis succinea - na forma epítoca

Em diversos poliquetas é comum a ocorrência do fenômeno reprodutivo de epitoquia, onde um indivíduo não reprodutor bentônico (denominado átoco) dá origem a um indivíduo reprodutor pelágico (denominado epítoco). A epitoquia se assemelha a uma metamorfose e envolve mudanças no animal para a natação e reconhecimento do parceiro sexual, além da produção de gametas e maturação sexual. Os epítocos então nadam para a superfície simultaneamente e liberam seus óvulos e espermatozóides. Este comportamento sincronizado é conhecido como enxameamento e tem grande importância na garantia da variabilidade genética e no sucesso da fecundação. O estímulo luminoso é um fator importante na sincronização do enxameamento, desta forma certas espécies são impelidas a subir à superfície para a reprodução durante a aurora ou crepúsculo ou ainda estimuladas pela lua, como os vermes palolo.
Em geral, após a fertilização rapidamente formam-se larvas planctônicas, as larvas trocóforas. Em seguida ocorre a metamorfose  que transforma a trocófora em corpo juvenil e é caacterizada pelo alongamento gradual da zona de crescimento, sendo os novos segmentos acrescentados na região do pigídio. Certas espécies, entretanto, apresentam sua fase trocófora ainda dentro do ovo, eclodindo assim um indivíduo já na fase juvenil. Existem ainda poliquetas que retém seus ovos dentro de tubos ou galerias, ou ainda, aqueles que os depositam em massas gelatinosas que são aderidas aos tubos ou outras superfícies.

## Filogenia
A filogenia indica os dois maiores clados de poliquetas: Scolecida e Palpata. Os escolécidos são escavadores comedores de depósitos sem apêndices cefálicos, muito semelhantes ao suposto ancestral de anelídeos, e os poliquetas palpados possuem apêndices cefálicos e uma grande variedade de modos alimentares e estilos de vida. Pode-se imaginar, dessa forma, o progenitor de poliquetas emergindo do lodo e irradiando em formas rastejantes, nadadores e tubícolas. Uma alternativa ainda não testada é a de que os anelídeos ancestrais possuíssem parapódios e que estes foram perdidos em minhocas e sanguessugas e reduzidos independentemente em diversos táxons de poliquetas.

## Taxonomia
Grande parte da classificação abaixo segue o sistema de Rouse & Fauchald, 1998.
- Subclasse Palpata
  - Ordem Palpata
  - 
    - Subordem uncertain
      - Família Aberrantidae
      - Família Nerillidae
      - Família Spintheridae

    - Suborder Eunicida
      - Família Amphinomidae
      - Família Diurodrilidae
      - Família Dorvilleidae
      - Família Eunicidae
      - Família Euphrosinidae
      - Família Hartmaniellidae
      - Família Histriobdellidae
      - Família Lumbrineridae
      - Família Oenonidae
      - Família Onuphidae

    - Subordem Phyllodocida
      - Família Acoetidae
      - Família Alciopidae
      - Família Aphroditidae
      - Família Chrysopetalidae
      - Família Eulepethidae
      - Família Glyceridae
      - Família Goniadidae
      - Família Hesionidae
      - Família Ichthyotomidae
      - Família Iospilidae
      - Família Lacydoniidae
      - Família Lopadorhynchidae
      - Família Myzostomatidae
      - Família Nautillienellidae
      - Família Nephtyidae
      - Família Nereididae
      - Família Paralacydoniidae
      - Família Pholoidae
      - Família Phyllodocidae
      - Família Pilargidae
      - Família Pisionidae
      - Família Polynoidae
      - Família Pontodoridae
      - Família Sigalionidae
      - Família Sphaeodoridae
      - Família Syllidae
      - Família Typhloscolecidae
      - Família Tomopteridae

  - Ordem Canalipalpata
    - Subordem incerta
      - Família Polygordiidae
      - Família Protodrilidae
      - Família Protodriloididae
      - Família Saccocirridae

    - Subordem Sabellida
      - Família Oweniidae
      - Família Siboglinidae
      - Família Serpulidae
      - Família Sabellidae
      - Família Sabellariidae
      - Família Spirorbidae

    - Subordem Spionida
      - Família Apistobranchidae
      - Família Chaetopteridae
      - Família Longosomatidae
      - Família Magelonidae
      - Família Poecilochaetidae
      - Família Spionidae
      - Família Trochochaetidae
      - Família Uncispionidae

    - Subordem Terebellida
      - Família Acrocirridae
      - Família Alvinellidae
      - Família Ampharetidae
      - Família Cirratulidae
      - Família Ctenodrilidae
      - Família Fauveliopsidae
      - Família Flabelligeridae
      - Família Flotidae
      - Família Pectinariidae
      - Família Poeobiidae
      - Família Sternaspidae
      - Família Terebellidae
      - Família Trichobranchidae
- Subclasse Scolecida
  - Família Aeolosomatidae
  - Família Arenicolidae
  - Família Capitellidae
  - Família Cossunidae
  - Família Maldanidae
  - Família Ophelidae
  - Família Orbiniidae
  - Família Paraonidae
  - Família Parergodrilidae
  - Família Potamodrilidae
  - Família Psammodrilidae
  - Família Questidae
  - Família Scalibregmatidae